# The Sound of Madness
The Sound of Madness é o terceiro álbum de estúdio da banda Shinedown, lançado a 24 de Junho de 2008.
As letras exploram assuntos diferentes do disco anterior, "Devour" fala dos territórios políticos enquanto "What a Shame" fala da história do tio de Brent Smith, que morreu durante a gravação do disco. A música "If You Only Knew," fala da mulher de Smith e do seu filho recém nascido; foi a primeira vez que escreveu uma balada para Shinedown.

## Faixas
Todas as faixas por Brent Smith e Dave Bassett, exceto onde anotado.
1. "Devour" - 3:50
2. "Sound of Madness" - 3:53
3. "Second Chance" - 3:40
4. "Cry for Help" - 3:20
5. "The Crow & the Butterfly" - 4:13
6. "If You Only Knew" - 3:46
7. "Sin with a Grin" - 4:00
8. "What a Shame" - 4:18
9. "Cyanide Sweet Tooth Suicide" - 3:11
10. "Breaking Inside" (Smith, Bobby Huff) - 3:51
11. "Call Me" (Smith, Tony Battaglia) - 3:42

## Paradas
Álbum